# دون هيو (سياسي)
دون هيو (بالإنجليزية: Don Vaughan)‏ هو محامي وسياسي أمريكي، ولد في 1952 في غرينزبورو في الولايات المتحدة. حزبياً، نشط في الحزب الديمقراطي. وقد انتخب عضو مجلس ولاية كارولاينا الشمالية.